# Mochudi Centre Chiefs SC
El Mochudi Centre Chiefs SC és un club de futbol botswanès de la ciutat de Mochudi.

## Palmarès
- Lliga botswanesa de futbol: [1]
  - 2007–08, 2011–12, 2012–13, 2014–15
- Copa botswanesa de futbol: [2]
  - 1991, 2008
- Orange Kabelano Charity Cup: [2]
  - 1997, 2005, 2008, 2013